# Świdrowce
Świdrowce (trypanosomy, Trypanosomatidae Doflein, 1901) – rodzina pasożytniczych pierwotniaków powodujących choroby zwierząt w tym człowieka. Świdrowce należą do gromady Kinetoplastida, typu Euglenata. Są bezwzględnymi pasożytami kręgowców, u których żyją w osoczu krwi, płynie mózgowo-rdzeniowym i narządach miąższowych, i u bezkręgowców, u których lokalizują się w jelicie i innych narządach. Świdrowce wywołują groźne, zagrażające życiu, choroby u ludzi i zwierząt domowych (np. u psów i kotów). Powodują też istotne straty gospodarcze, wywołując schorzenia u bydła (świdrowiec nagany).  

## Morfologia
Świdrowce są w większości małymi pierwotniakami, długości 25–35 μm, rzadko osiągają większe rozmiary – do 70 μm. Postacie dojrzałe mają kształt wrzecionowaty, mniej lub bardziej wydłużony. Charakterystyczne jest śrubowate skręcenie ciała, od którego pochodzi polska nazwa rodzaju. Pojedyncze jądro komórkowe umiejscowione jest zwykle pośrodku komórki. Organellum lokomotorycznym jest wić, której towarzyszy błona falująca, biegnącą wzdłuż brzegu komórki. Z drugiej wici, charakterystycznej dla innych Kinetoplastida, zachował się jedynie kinetosom. Tak jak i inne pierwotniaki z rzędu Kinetoplastida, świdrowce posiadają specyficzne organellum – kinetoplast, będący częścią pojedynczego, silnie rozbudowanego mitochondrium.
Świdrowce cechuje znaczny polimorfizm. W zależności od wzajemnego położenia kinetoplastu i jądra oraz związanego z tym kształtu komórki, wyróżnia się pięć postaci morfologicznych świdrowców z rodzaju Trypanosoma. Określona postać rozwojowa świdrowca związana jest ze środowiskiem, w którym on bytuje, i przy jego zmianie, na przykład przy przejściu do kolejnego żywiciela, następuje przeobrażenie w inną formę. Proces ten polega na przesunięciu kompleksu kinetoplast – wić względem jądra i tylnego końca komórki. Pociąga to za sobą redukcję lub rozwój błony falującej i wici.
Wyróżnia się następujące podstawowe formy morfologiczne: 

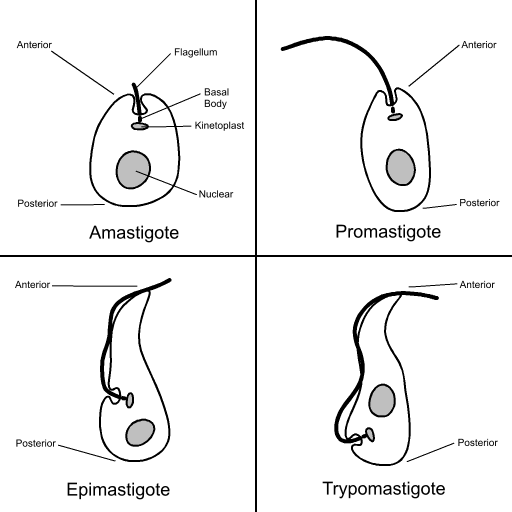
Formy morfologiczne świdrowców.

- trypomastigota – wrzecionowata, z jądrem i kinetoplastem w pobliżu bieguna tylnego, wić i błonka falująca przebiegają wzdłuż całej komórki, kończąc się na jej przednim biegunie. Postać ta spotykana jest we krwi obwodowej kręgowców;
- epimastigota – wrzecionowata, wić, błona falująca, kinetoplast i jądro umiejscowione od strony przedniego bieguna komórki; postać spotykana we krwi kręgowców oraz u bezkręgowców;
- promastigota – wrzecionowata, kinetoplast, kinetosom i wić położone w pobliżu przedniego bieguna komórki, przy czym brak jest błony falującej; postać spotykana w organizmie bezkręgowców;
- sferomastigota – okrągła, jądro i kinetoplast położone centralnie, występuje wić, zwykle brak błony falującej.
- amastigota – okrągła, jądro i kinetoplast położone centralnie, brak wici i błony falującej.

Sferomastigota i amastigota występują międzykomórkowo w narządach miąższowych kręgowców.
Świdrowce są pospolitymi pasożytami wszystkich gromad kręgowców oraz krwiopijnych bezkręgowców (pijawek, muchówek, pcheł) będących zarazem ich wektorami.
Świdrowce wyróżniają się budową czapeczki na końcu 5' mRNA. Jest to czapeczka typu cap-4, która odróżnia się od czapeczek większości innych eukariontów większą liczbą grup metylowych i dodawana jest w trakcie trans-splicingu. 

## Cykl rozwojowy
Do rozwoju tych pasożytów potrzebni są dwaj żywiciele: kręgowiec, w którego organizmie następuje rozmnażanie poprzez podział podłużny, oraz bezkręgowiec – owad dwuskrzydły np. mucha tse-tse. W organizmie muchy (w jelitach, gruczołach ślinowych) dochodzi do dalszego rozmnażania świdrowców. Odbywa się to poprzez podział podłużny z równoczesną niepełną cyklomorfozą.

## Systematyka
Należą tutaj następujące rodzaje:
- Angomonas
- Blastocrithidia
- Crithidia
- Endotrypanum
- Herpetomonas
- Leishmania
- Leptomonas
- Phytomonas
- Rhynchoidomonas
- Sauroleishmania
- Sergeia
- Strigomonas
- Trypanosoma
- Wallaceina